# Discours rapporté
En linguistique (ou en grammaire), le discours rapporté est un type de discours où un énonciateur présente son propre énoncé comme citant les paroles de quelqu'un d'autre. 
Le discours rapporté permet donc, en principe, de distinguer l'énonciateur principal ou primaire, le producteur effectif de l'énoncé, et l'énonciateur secondaire que l'énonciateur principal présente comme producteur antérieur de l'énoncé cité. On peut aussi parler pour ces rôles de narrateur et personnage respectivement dans les cas où le discours rapporté se situe dans la dimension d'un récit. Tout discours rapporté contient donc au moins deux plans :
- Celui de l'énonciateur principal, ou énoncé citant ;
- Celui de l'énonciateur secondaire, ou énoncé cité.

Lisette a dit qu'elle viendrait.
L'énoncé citant est « Lisette a dit ». L'énoncé cité (les paroles de Lisette) est « elle viendrait ».
Les discours rapportés peuvent être enchâssés les uns dans les autres, et donc, être organisés sur plus de deux plans : 
Jacques a dit : « Cécile a osé déclarer qu'elle me trouvait incompétent ! ».
Le discours du narrateur (c'est-à-dire, la totalité de l'énoncé) englobe celui de Jacques (le discours entre guillemets), lequel englobe à son tour celui de Cécile (« Je trouve que Jacques est incompétent. »).
On distingue en général deux types de discours rapporté : le discours direct et le discours indirect. Chacun d'eux obéit à ses propres règles syntaxiques.

## En français
,,,,,,